# Susie Q (pesem)
Susie Q je skladba pevca in kitarista Dalea Hawkinsa. Originalna pesem je leta 1957 zasedla 27. mesto na ameriški pop glasbeni lestvici. Kot soavtorja pesmi sta bila ob izidu imenovana tudi lastnik glasbene založbe Jewel Records, Stan Lewis ter Eleanor Broadwater, žena glasbenega DJ-a iz Nashvilla Genea Noblesa.
Pesem je bila od izida večkrat predelana in izdana v več priredbah (poznana so imena Suzie Q, Suzy Q ter Suzi Q). Ena najbolj znanih priredb je pesem, ki jo je leta 1968 na svojem prvem albumu izdala skupina Creedence Clearwater Revival.